# Clariallabes simeonsi
Clariallabes simeonsi es una especie de pez de la familia Clariidae en el orden de los Siluriformes.

## Morfología
• Los machos pueden llegar alcanzar los 7,1 cm de longitud total.

## Distribución geográfica
Se encuentran en África: República Democrática del Congo.